# Pustki (Dylągowa)
Pustki – część wsi Dylągowa w Polsce położona w województwie podkarpackim, w powiecie rzeszowskim, w gminie Dynów.
W latach 1975–1998 Pustki administracyjnie należały do województwa przemyskiego